# Гаей
Гаей (фр. Gayey) — деревня в Чаде, расположенная на территории региона Канем. Входит в состав департамента Канем.

## География
Деревня находится в западной части Чада, к северо-востоку от озера Чад, на высоте 306 метров над уровнем моря.
Гаей расположен на расстоянии приблизительно 196 километров к северо-северо-востоку (NNE) от столицы страны Нджамены. Ближайшие населённые пункты: Гая, Мели, Ндиукоа, Ум-Ялай, Аунгете, Дигелаба, Зоуле.
Климат деревни характеризуется как аридный жаркий (BWh в классификации климатов Кёппена).

## Транспорт
Ближайший аэропорт расположен в городе Нгури.